# Balitora brucei
Balitora brucei är en fiskart som beskrevs av Gray, 1830. Balitora brucei ingår i släktet Balitora och familjen grönlingsfiskar. IUCN kategoriserar arten globalt som nära hotad. Inga underarter finns listade.